# ساعت یو-کای: فیلم
ساعت یو-کای: فیلم (انگلیسی: Yo-kai Watch: The Movie) فیلم فانتزی انیمه ژاپنی محصول ۲۰۱۴ به کارگردانی شیگه هارو تاکاهاشی و شینجی اوشیرو ه عنوان بخشی از فرنچایز ساعت یو-کای است.